# Ganoderma hoploides
Ganoderma hoploides är en svampart som beskrevs av Steyaert 1961. Ganoderma hoploides ingår i släktet Ganoderma och familjen Ganodermataceae.   Inga underarter finns listade i Catalogue of Life.